# BMW 모토라드

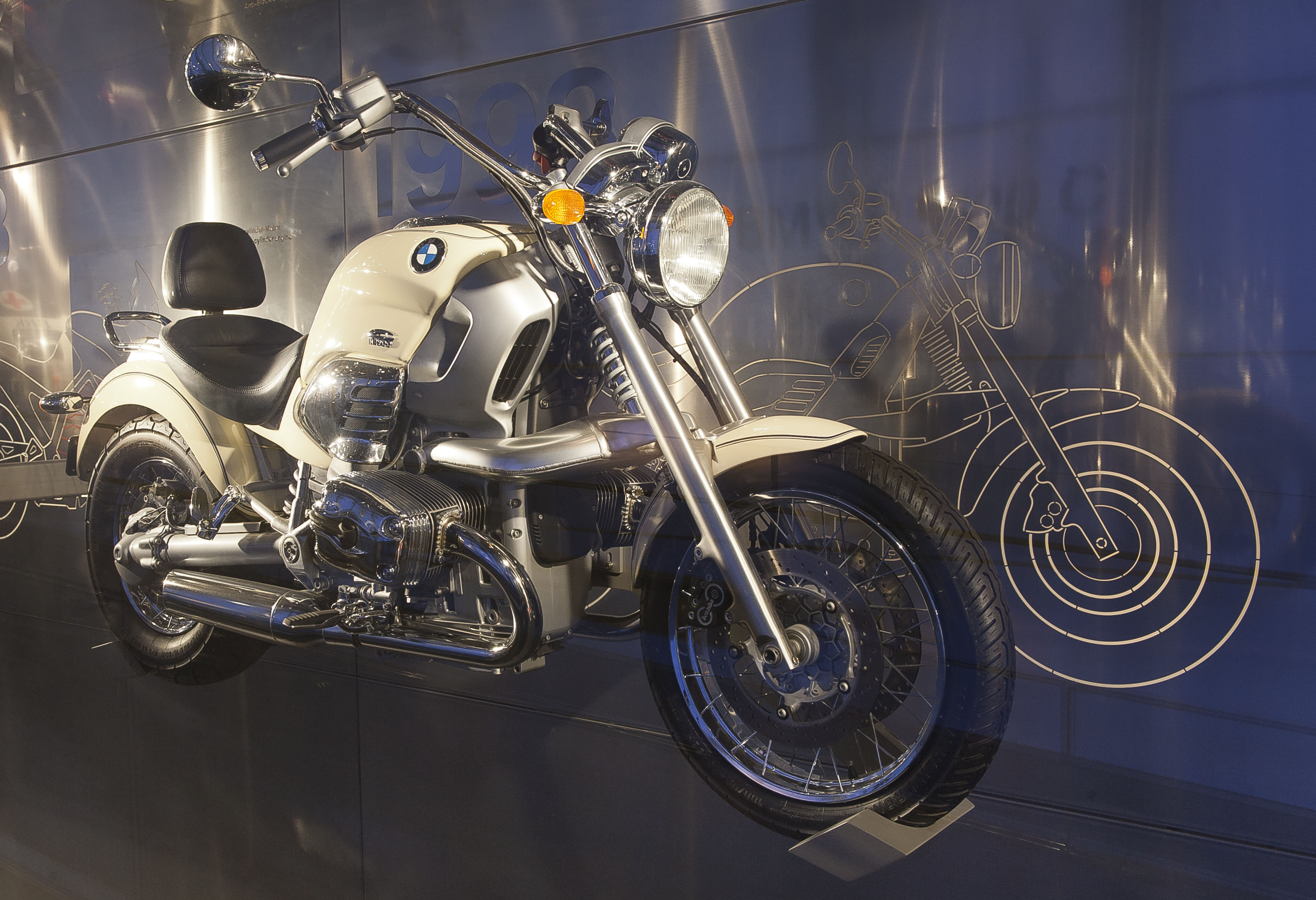

BMW 모토라드(BMW Motorrad)는 독일 BMW의 이륜차 생산 부문이며, BMW 모토라드는 1923년부터 모터사이클을 생산하기 시작하였다. 2009년에는 87,306대를 판매하여 총 매출은 10억 6900만 유로이다.

## 역사
BMW는 20세기 초, 제1차 세계대전 시절, 처음 항공기 엔진 메이커로 시작되었다. 최초의 모터사이클 R32는 1923년에 만들어져, 수평대향 복서 엔진을 탑재하고 있었다.
BMW 모토라드는 현재도 수평대향 복서 엔진을 사용하고 있지만, 기타의 형식의 엔진도 제조하고 있다.
2008년에는 DOHC Boxer HP2 Sport를 발표, G450X를 릴리즈해 오프로드 레이서 시장에 본격적으로 참여했다.

## 제품
- F 시리즈
- G 시리즈
- K 시리즈
- R 시리즈
- S1000RR
- GS 시리즈
- C1